# Alatri
Alatri is een gemeente in de Italiaanse provincie Frosinone (regio Latium) en telt 27.924 inwoners (31-12-2004). De oppervlakte bedraagt 97,2 km², de bevolkingsdichtheid is 292 inwoners per km².
Alatri is een van de meest toeristische gemeenten in het zuiden van Latium. De ouderdom van de zogenaamde cyclopische muren in de stad vormt een onderwerp van debat. Sommigen menen dat ze door de Hernici gebouwd werden, anderen plaatsen ze in het tweede millennium voor Christus, rond 1.600 v.Chr.

## Demografie
Alatri telt ongeveer 9282 huishoudens. Het aantal inwoners steeg in de periode 1991-2001 met 8,1% volgens cijfers uit de tienjaarlijkse volkstellingen van ISTAT.
| Jaar | Inwoneraantal |
| ---- | ------------- |
| 1991 | 25.038        |
| 2001 | 27.068        |

## Geografie
De gemeente ligt op ongeveer 502 m boven zeeniveau.
Alatri grenst aan de volgende gemeenten: Collepardo, Ferentino, Frosinone, Fumone, Guarcino, Morino (AQ), Trivigliano, Veroli, Vico nel Lazio.

## Geboren
- Valerio Agnoli (6 januari 1985), wielrenner
- Stefano Pirazzi (11 maart 1987), wielrenner

## Impressie

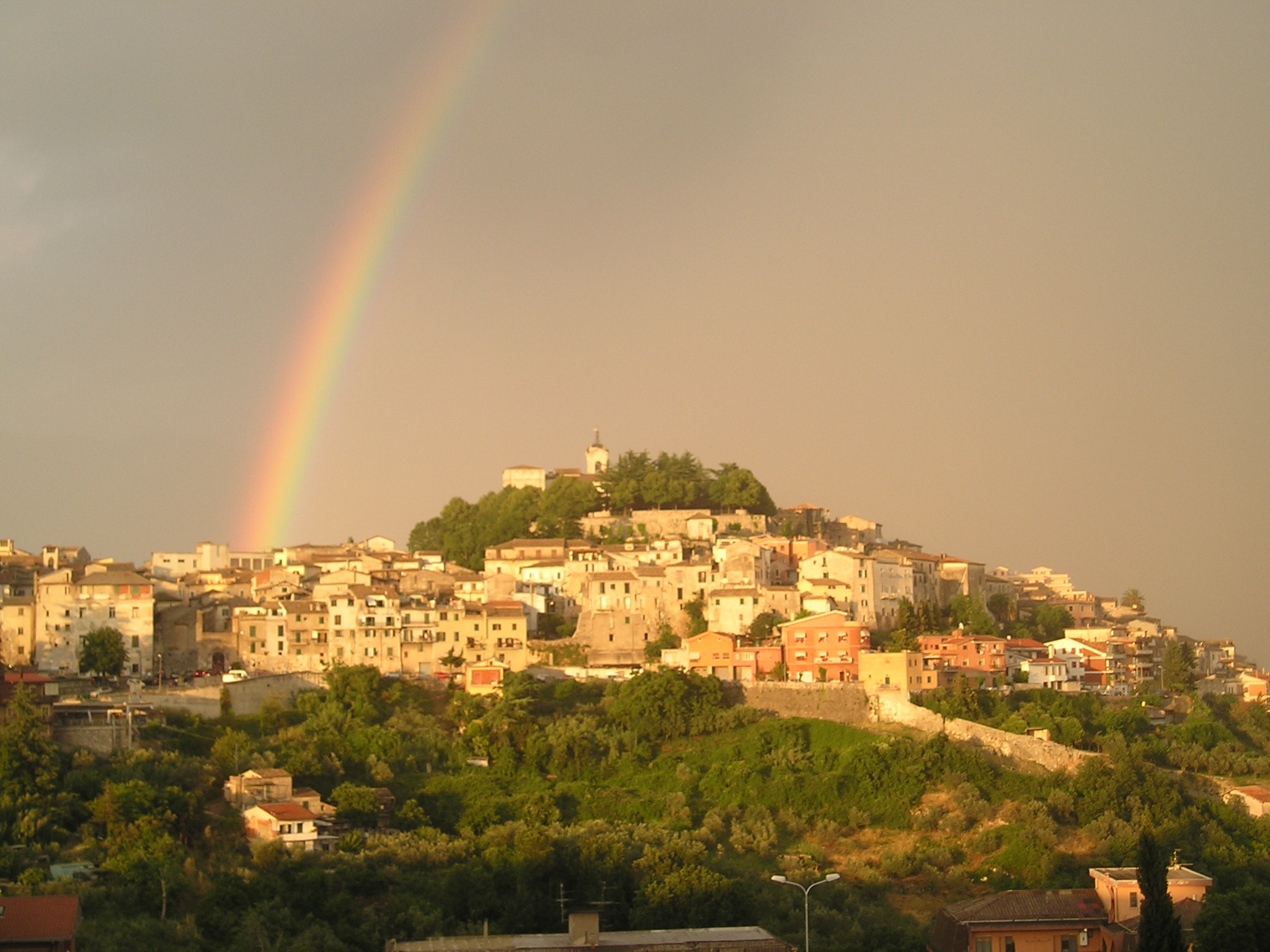
Alatri
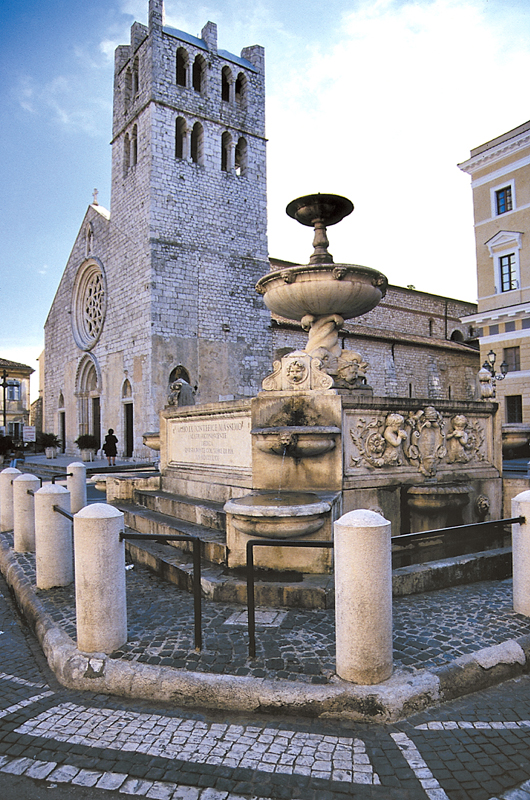
Santa Maria Maggiore
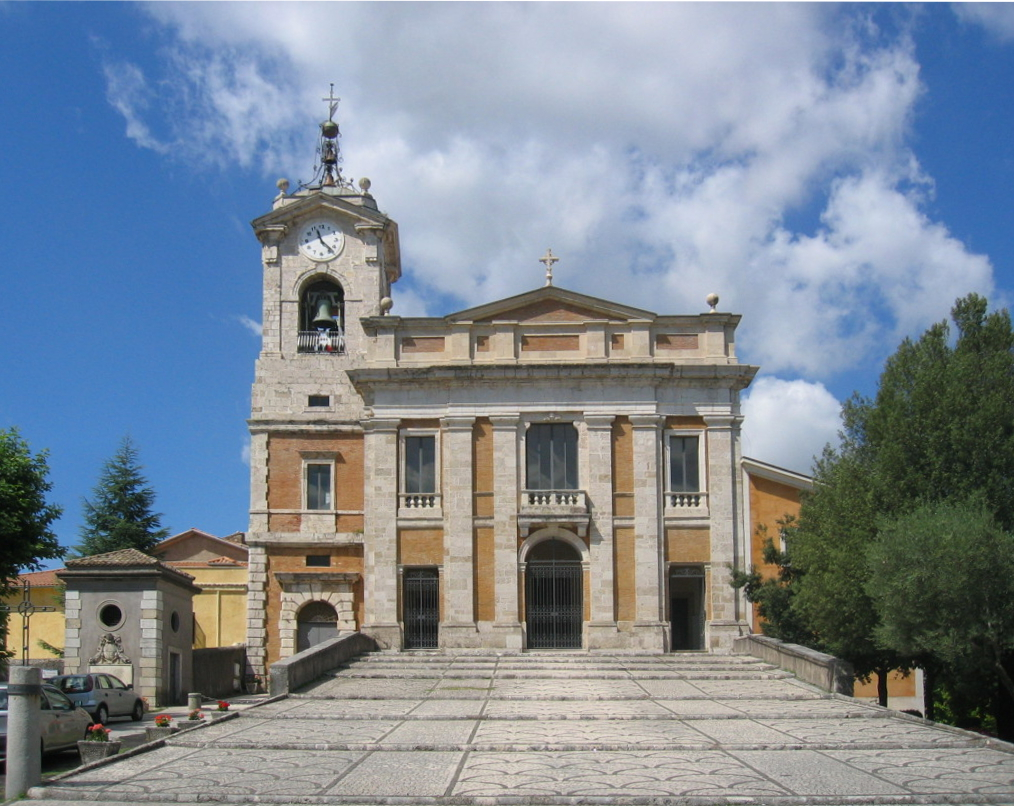
San Paolo